# Evangelische Gemeinde Maribor

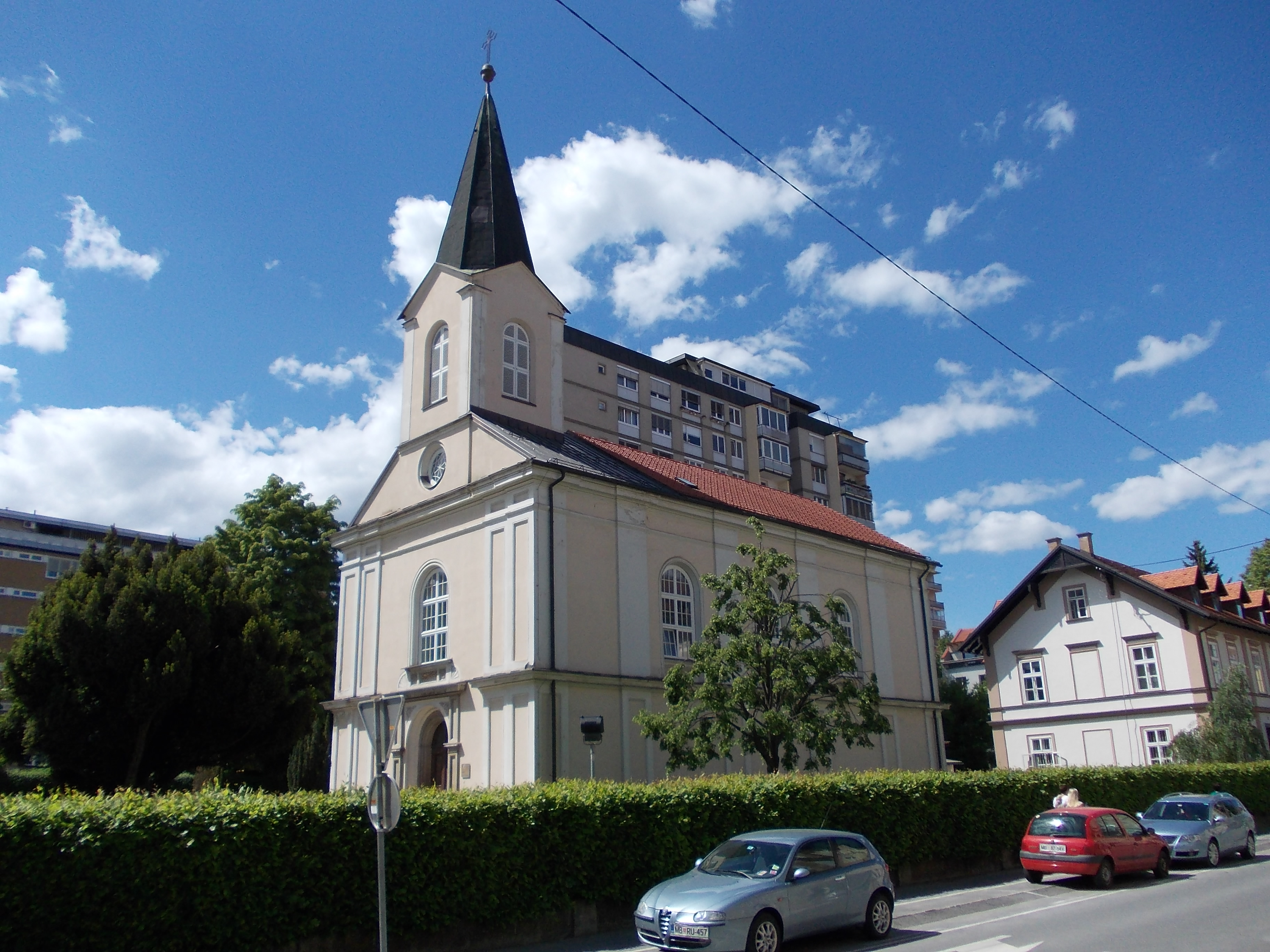
Christuskirche Marburg

Die Evangelische Gemeinde Maribor geht auf das 19. Jahrhundert zurück und war bis 1945  deutsch geprägt.

## Geschichte
Infolge des Protestantenpatents von 1861 konnten in Österreich evangelische Kirchen entstehen, so 1863 in Salzburg. 
Für die Gemeinde in der damals Marburg genannten Stadt in der Untersteiermark ging die Initiative von Pettau aus, wo Mitte des 19. Jahrhunderts eine größere Zahl Evangelischer ansässig war. Erste evangelische Gottesdienste wurden in Pettau im Gasthof zum Lamm gefeiert. In Marburg wurde die Gründung einer eigenen Pfarrei schon 1857 bewilligt, aber die Umsetzung verzögerte sich. Schließlich erfolgte die offizielle Gründung der Gemeinde Marburg-Pettau im Dezember 1862. Der erste Gottesdienst fand im Juli 1863 statt. Zunächst hieß die Gemeinde offiziell Marburg-Pettau, später jedoch nur noch Marburg, weil dort die Entwicklung offenbar dynamischer war. Ein sichtbares Zeichen bildete der Kirchbau 1868–69 an der Ecke Schillerstraße (heute Gregorčičeva ulica) und Theatergasse. Der Bau im Rundbogenstil erhielt den Namen Christuskirche. Die Abgrenzung des Gemeindegebietes nach Norden zur Gemeinde Graz, insbesondere bei Lebnitz und Radkersburg, wurde erst 1880 festgelegt. 
Zu dieser Zeit hatte die Gemeinde etwa 500 Mitglieder, davon 205 in Marburg selbst. Mit dem Bau der Südbahn kamen viele meist deutschsprachige Ingenieure und Beamte zur Gemeinde, später auch Arbeiter aus den neu gegründeten Industriebetrieben von der anderen Seite der Drau. Mit Anbrechen der industriellen Moderne veränderte sich auch die vorherige Nischenstellung der evangelischen Gemeinde. Insbesondere die Los-von-Rom-Bewegung führte zum starken Wachstum der Gemeinde. Ungeachtet des deutschnationalen Charakters der Los-von-Rom-Bewegung konvertierten vereinzelt auch slowenischsprachige Marburger, insbesondere um 1905. 
Nach Erstem Weltkrieg und Abspaltung der Untersteiermark von Österreich verwaisten die Predigerstellen Pettau und Mahrenberg. Mit der genauen Festlegung der Grenze verblieb Leibnitz bei Österreich und fiel damit aus der Gemeinde Marburg heraus. An der Nordgrenze wurde aus den slowenischen Gebieten das Vikariat St. Egydi gebildet. Trotz aggressiver Slowenisierungspolitik spielten Deutsche immer noch eine wichtige Rolle in Marburg. Der jugoslawische Konsens war aber, dass die evangelisch-lutherische Kirche deutsch sei und daher als ein Fremdkörper gesehen werden müsse. Trotzdem waren in den 1930er Jahren waren etwa die Hälfte der Gemeindemitglieder Slowenen. 
Mit dem Zusammenbruch des Nazi-Regimes endete die Geschichte als vorwiegend deutsche Kirche. Die Kirche wurde unter kommunistischer Herrschaft verstaatlicht, im unabhängigen Slowenien wurde das Eigentum der Gemeinde großenteils zurückerstattet. Auch heute hat die Kirche jedoch noch deutschsprachige Mitglieder und vereinzelt finden deutschsprachige Gottesdienste statt.